# منصور صادقی
www.mansoorsadeghi.ir
منصور صادقی سیاست‌مدار ایرانی بود، که در دوره بیست و چهارم مجلس شورای ملی به عنوان نماینده گرمسار از استان سمنان در مجلس شورای ملی حضور داشت.